# Melinda McGraw
Melinda Leigh McGraw (* 25. Oktober 1963 in Nikosia, Zypern) ist eine US-amerikanische Schauspielerin.

## Leben und Karriere
Melinda McGraw wurde auf Zypern als Tochter US-amerikanischer Eltern geboren. Ihr Vater war dort zunächst als Diplomat für die United States Agency for International Development tätig, bevor er eine gehobene Stelle in Boston annahm. Die jüngste von drei Töchtern wuchs in Cambridge und Dover in der Nähe von Boston auf. McGraw begann zunächst ein Studium am Bennington College in Vermont und machte ihren Abschluss an der Royal Academy of Dramatic Art in London. Danach begann sie als Bühnendarstellerin im Londoner West End sowie in anderen Theatern Großbritanniens tätig zu werden. 1990 kehrte McGraw in die Vereinigten Staaten zurück.
Als Fernsehdarstellerin hatte McGraw zunächst vereinzelte Auftritte in Serien wie Zurück in die Vergangenheit, Harrys wundersames Strafgericht und Seinfeld. Ihre erste große Fernsehrolle hatte McGraw von 1992 bis 1994 als Detective Cyd Madison in der Krimiserie Der Polizeichef. In der Mysteryserie Akte X – Die unheimlichen Fälle des FBI verkörperte sie in vier Folgen Melissa Scully, die Schwester der Hauptfigur Dana Scully. Außerdem spielte McGraw 2006 die Rolle der Wahlkampfmitarbeiterin Jane Braun in The West Wing – Im Zentrum der Macht. Des Weiteren hatte sie Auftritte in vereinzelten Episoden von namhaften Serien wie Bones – Die Knochenjägerin, CSI: Vegas, und Desperate Housewives. In der Serie Navy CIS spielt sie eine der Ex-Frauen von Gibbs und die Frau von Tobias Fornell.
Als Filmdarstellerin war McGraw 1996 zum ersten Mal zu sehen und bekam eine Rolle in dem Thriller Albino Alligator, bei welchem Kevin Spacey Regie führte. Dort agierte sie unter anderem an der Seite von Viggo Mortensen und William Fichtner. 1998 spielte sie die Rolle der Cass Lake in der Filmkomödie Leslie Nielsen ist sehr verdächtig. 2000 war sie in Familie Klumps und der verrückte Professor als Leanne Guilford zu sehen. 2008 verkörperte sie in Christopher Nolans Blockbuster The Dark Knight die Rolle der Barbara Gordon, der Ehefrau von Commissioner Jim Gordon (Gary Oldman). Des Weiteren hatte McGraw immer wieder Rollen in vereinzelten Fernsehfilmen sowie Pilotepisoden bestimmter Serien in Filmlänge.
McGraw ist seit dem 14. Oktober 2000 mit dem Komponisten Steve Pierson verheiratet, das Paar hat eine Tochter.

## Filmografie (Auswahl)
- 1990: Zurück in die Vergangenheit (Quantum Leap, Fernsehserie, Folge 3x10)
- 1991: Harrys wundersames Strafgericht (Night Court, Fernsehserie, Folge 8x19)
- 1992: Seinfeld (Fernsehserie, Folge 3x20)
- 1992–1994: Der Polizeichef (The Commish, Fernsehserie, 46 Folgen)
- 1994–1997: Akte X – Die unheimlichen Fälle des FBI (The X-Files, Fernsehserie, 4 Folgen)
- 1996: Albino Alligator
- 1998: Verrückt nach dir (Mad About You, Fernsehserie, Folge 6x11)
- 1998: Millennium – Fürchte deinen Nächsten wie Dich selbst (Millennium, Fernsehserie, Folge 2x14)
- 1998: Leslie Nielsen ist sehr verdächtig (Wrongfully Accused)
- 2000: Familie Klumps und der verrückte Professor (Nutty Professor II: The Klumps)
- 2001: Ally McBeal (Fernsehserie, Folge 5x06)
- 2001–2002: The District – Einsatz in Washington (The District, Fernsehserie, 4 Folgen)
- 2003: Practice – Die Anwälte (The Practice, Fernsehserie, Folge 7x22)
- 2005: Desperate Housewives (Fernsehserie, 3 Folgen)
- 2006: The West Wing – Im Zentrum der Macht (The West Wing, Fernsehserie, 4 Folgen)
- 2006: Bones – Die Knochenjägerin (Bones, Fernsehserie, Folge 2x05)
- 2007: Close to Home (Fernsehserie, Folge 2x22)
- 2008: The Dark Knight
- 2008: Mad Men (Fernsehserie, 5 Folgen)
- 2008: CSI: Miami (Fernsehserie, Folge 7x06)
- 2009: CSI: Vegas (CSI: Crime Scene Investigation, Fernsehserie, Folge 9x14)
- 2009: Law & Order: Special Victims Unit (Fernsehserie, Folge 10x20)
- 2010: Medium – Nichts bleibt verborgen (Medium, Fernsehserie, Folge 6x19)
- 2011: Damit ihr mich nicht vergesst (Have a little Faith)
- 2011–2015, 2019: Navy CIS (NCIS, Fernsehserie, 6 Folgen)
- 2012: Fairly Legal (Fernsehserie, Folge 2x07)
- 2012: Harry’s Law (Fernsehserie, 4 Folgen)
- 2012: Hawaii Five-0 (Fernsehserie, Folge 3x07)
- 2013: Ben and Kate (Fernsehserie, 3 Folgen)
- 2013: Family Tools (Fernsehserie, Folge 1x04)
- 2013: Lauren (Fernsehserie, 3 Folgen)
- 2013: Scandal (Fernsehserie, Folge 2x17)
- 2014: Crisis (Fernsehserie, 4 Folgen)
- 2014: Delirium
- 2014: Glee (Fernsehserie, Folge 5x19)
- 2014–2015: State of Affairs (Fernsehserie, 5 Folgen)
- 2015: Proof (Fernsehserie, Folge 1x06)
- 2016–2017: Outcast (Fernsehserie, 12 Folgen)
- 2018: Navy CIS: New Orleans (Fernsehserie, Folge 5x05)
- 2020–2021: Charmed (Fernsehserie, 6 Folgen)
- 2024: Ghosts (Fernsehserie, 1 Folge)